# Jekaterina Karsten
Jekaterina Chodotovitsj-Karsten (Minsk, 2 juni 1972) is een Wit-Russische voormalig roeister. Op de Olympische Zomerspelen 1992 debuteerde ze voor het Gezamenlijk team in de dubbelvier. Ze won er de bronzen medaille. Vanaf de wereldkampioenschappen roeien 1993 nam Karsten deel namens Wit-Rusland. Op de wereldkampioenschappen roeien 1995 in Tampere nam ze voor het eerst deel in de skiff op een kampioenschap; ze behaalde hier een zevende plaats. Karsten behaalde haar eerste grote titel tijdens de Olympische Zomerspelen 1996. Op de wereldkampioenschappen roeien 1997 en 1999 won ze de wereldtitel in de skiff. Op de Olympische Zomerspelen 2000 verdedigde Karsten haar olympische titel met succes. Op de wereldkampioenschappen roeien 2001 won ze brons in de skiff en, met Wolha Berasniowa, brons in de dubbeltwee.
Karsten won op de Olympische Zomerspelen 2004 een zilveren medaille, achter de Duitse Katrin Rutschow-Stomporowski. Op de Olympische Zomerspelen 2008 won ze de bronzen medaille. Aan de Olympische Zomerspelen 2012 en 2016 nam ze wel deel, maar ze won hierop geen medaille.

## Resultaten
- Wereldkampioenschappen roeien 1991 in Wenen 10de in de dubbeltwee
- Olympische Zomerspelen 1992 in Barcelona  in de dubbelvier
- Wereldkampioenschappen roeien 1993 in Račice 7e  in de dubbeltwee
- Wereldkampioenschappen roeien 1994 in Indianapolis 5e  in de dubbeltwee
- Wereldkampioenschappen roeien 1995 in Tampere 7e  in de skiff
- Olympische Zomerspelen 1996 in Atlanta  in de skiff
- Wereldkampioenschappen roeien 1997 in Meer van Aiguebelette   in de skiff
- Wereldkampioenschappen roeien 1999 in St. Catharines   in de skiff
- Olympische Zomerspelen 2000 in Sydney  in de skiff
- Wereldkampioenschappen roeien 2001 in Luzern  in de skiff
- Wereldkampioenschappen roeien 2001 in Luzern  in de dubbeltwee
- Wereldkampioenschappen roeien 2002 in Sevilla  in de skiff
- Wereldkampioenschappen roeien 2002 in Sevilla  in de dubbelvier
- Wereldkampioenschappen roeien 2003 in Milaan  in de skiff
- Wereldkampioenschappen roeien 2003 in Milaan  in de dubbelvier
- Olympische Zomerspelen 2004 in Athene  in de skiff
- Wereldkampioenschappen roeien 2005 in Kaizu  in de skiff
- Wereldkampioenschappen roeien 2005 in Kaizu 7e in de acht
- Wereldkampioenschappen roeien 2006 in Eton  in de skiff
- Wereldkampioenschappen roeien 2007 in München  in de skiff
- Olympische Zomerspelen 2008 in Peking  in de skiff
- Wereldkampioenschappen roeien 2009 in Poznań  in de skiff
- Wereldkampioenschappen roeien 2010 in Cambridge  in de skiff
- Wereldkampioenschappen roeien 2011 in Bled  in de skiff
- Olympische Zomerspelen 2012 in Londen 5e in de skiff
- Wereldkampioenschappen roeien 2013 in Chungju  in de dubbeltwee
- Wereldkampioenschappen roeien 2014 in Amsterdam 10e in de dubbelvier
- Wereldkampioenschappen roeien 2015 in Meer van Aiguebelette 9e in de dubbeltwee
- Olympische Zomerspelen 2016 in Rio de Janeiro 8e in de skiff
- Europese kampioenschappen roeien 2017 in Račice  in de skiff

1976: Christine Scheiblich ·
1980: Sanda Toma ·
1984: Valeria Răcilă-Rosça ·
1988: Jutta Behrendt ·
1992: Elisabeta Lipă-Oleniuc ·
1996: Jekaterina Chodotovitsj ·
2000: Jekaterina Karsten ·
2004: Katrin Rutschow-Stomporowski ·
2008: Roemjana Nejkova ·
2012: Miroslava Knapková ·
2016: Kimberley Brennan-Crow ·
2020: Emma Twigg ·
2024: Karolien Florijn